# Fondation pour la mémoire de la déportation
Pour les articles homonymes, voir FMD.
La Fondation pour la mémoire de la déportation (FMD) est une fondation française reconnue d'utilité publique, par décret en Conseil d'État, le 17 octobre 1990. Elle est placée sous le haut patronage du président de la République.

## Rôle de la fondation
Par-delà l'extinction prévisible de toutes les associations de déportés et internés, et la disparition inéluctable des témoins, la Fondation pour la mémoire de la déportation participe à la défense et au développement des idéaux de paix, de liberté, de dignité de la personne humaine, de droits de l'Homme, ainsi qu'à l'élargissement du champ d'action de la médecine de catastrophe, et de ses prolongements.
La fondation mène à bien son action avec la participation de toutes les associations de déportés et internés afin d'assurer la sauvegarde les archives et les sites historiques, mémoriaux, camps et autres lieux de mémoire[réf. souhaitée].
Pour cela elle poursuit les recherches, participe à l'enseignement de la mémoire dans les milieux scolaires et universitaires, elle constitue une banque de données multimédia et réalise une vidéothèque de témoignages sur la déportation partie de France. Elle organise des événements culturels à la mémoire des victimes de la déportation.
Elle agit en justice afin de défendre les intérêts moraux et l'honneur des déportés, internés et résistants, de lutter contre les négationnistes et falsificateurs de l'Histoire et contre toute forme de racisme.
La fondation réalise les dossiers de préparation au Concours national de la résistance et de la déportation ayant pour thème la déportation.
La fondation a publié une revue trimestrielle : Mémoire Vivante, qui s'est arrêtée en 2012. La fondation édite depuis 2013 une revue bi-annuelle : En Jeu. Histoire et Mémoires vivantes.
En 1990, Marie-Claude Vaillant-Couturier est la présidente de la Fondation pour la mémoire de la déportation, puis présidente d'honneur jusqu'à son décès le 11 décembre 1996.
De 1996 à 2018, la fondation est présidée par Marie-José Chombart de Lauwe (née Wilborts). Serge Wolikow, historien, lui a succédé.
Le service autrichien de la Mémoire soutient la fondation, en y envoyant des volontaires.

## Les fondateurs

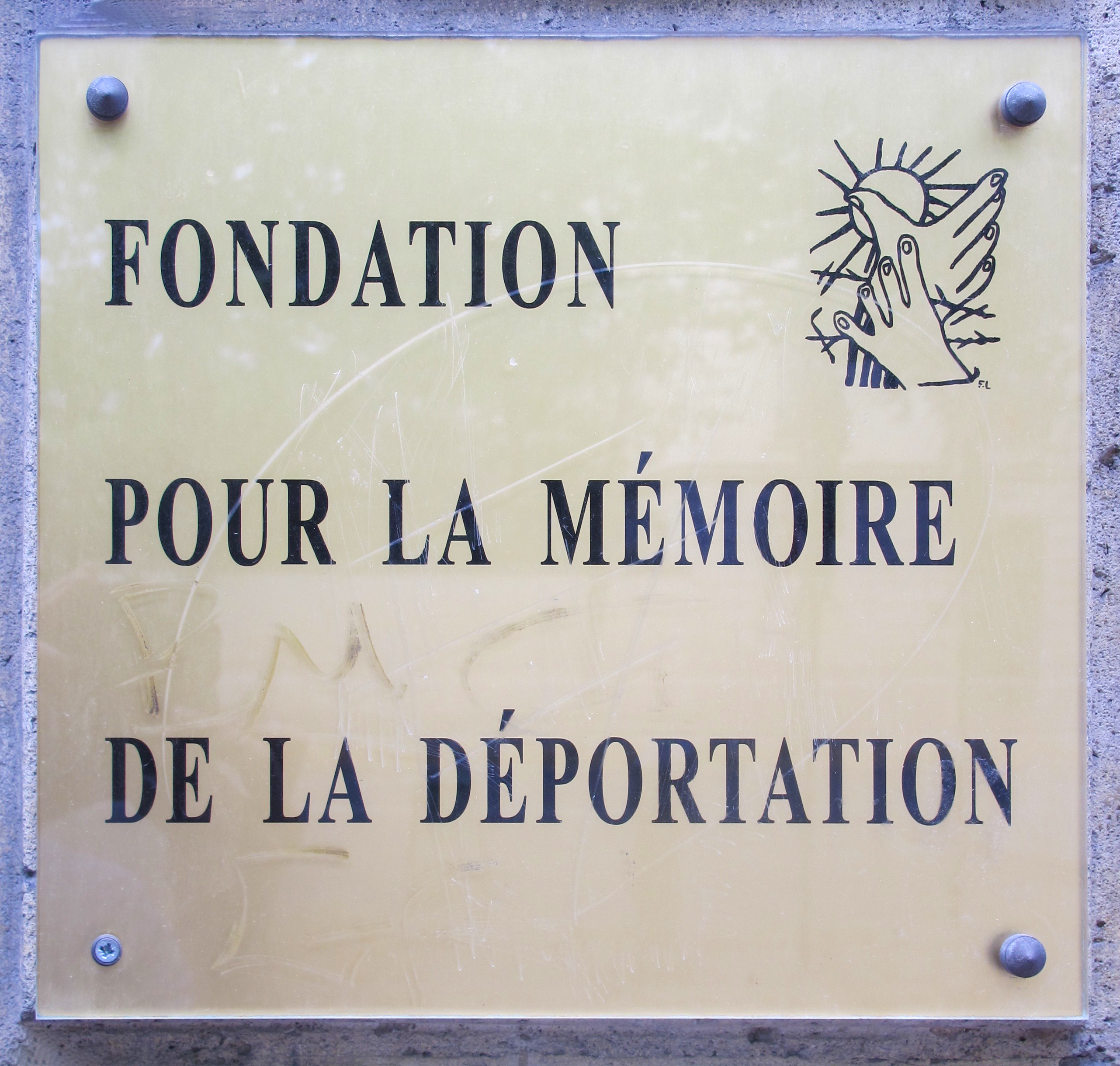
Plaque apposée sur l'immeuble sis au no 30 du boulevard des Invalides à Paris.

Confrontée à la disparition progressive des survivants des camps, la Fédération nationale des déportés et internés résistants et patriotes (FNDIRP) et l'Union des mutuelles d’Île-de-France (UMIF) décidèrent de créer en 1990, la FMD appelée à relayer les associations de déportés à leur disparition.
La Fédération nationale des déportés et internés résistants et patriotes (FNDIRP), association loi de 1901 née en octobre 1945, est créée par des déportés et des internés. Elle regroupe toutes les catégories de victimes du nazisme et de ses complices : personnes persécutées en raison de leur appartenance raciale, déportés, résistants à l'occupation et les familles des victimes.
L'Union des mutuelles d’Île-de-France (UMIF) créée en 1947, nommée auparavant l'Union des mutuelles ouvrières de la région parisienne, regroupe de nombreuses mutuelles.

## Fonctionnement
Dix-huit membres, dont cinq membres de droit représentant l'État, constituent son conseil d'administration. Il effectue le bilan de l'année écoulée, et examine les projets de l'année suivante lors de l'une de ses deux réunions annuelles.
Régulièrement et aussi souvent qu'elle l'estime utile, la fondation crée des instances consultatives permanentes ou temporaires.

## Budget
En 2006, son budget représente 664 132 euros (25 % sont utilisés pour des travaux de mémoire, 27 % pour la transmission de la mémoire, 7 % soutient des projets).

## L'action et la diffusion
Le développement et la réalisation des objectifs de la fondation sont réalisés par l'Association des amis de la Fondation pour la mémoire de la déportation (AFMD). Elle regroupe toutes les personnes physiques et morales qui souhaitent agir pour : « la pérennité, l'enrichissement et la transmission de la mémoire de la déportation et de l'internement […] ».
En 1999, la Fondation édite un CD-Rom Mémoires de la déportation qui remporte le Prix Möbius des multimédias. La mise en œuvre du support est réalisée par d'anciens déportés et Publicis Technology avec le soutien d'Élisabeth Badinter.
En 2004, la Fondation édite un livre mémorial qui recense les déportés partis de France par mesure de répression : résistants, politiques, raflés, otages et parfois droit commun, quelle que soit leur nationalité. Ce document se présente sous la forme de quatre volumes reprenant chaque convoi parti de France et d'une banque de données interrogeable en ligne.
L'ensemble de ces données sont mises en ligne sur une banque de données multimédia.

## Mémoire vivante
En 1993, Mémoire vivante est la publication trimestrielle de la Fondation pour la mémoire de la déportation. Le premier numéro présente des informations sur la spécificité du nazisme, le système concentrationnaire, etc. Les dernières pages abordent la vie de la fondation, les actions de ses partenaires et présente des ouvrages.
À partir de 2001, la Fondation pour la mémoire de la déportation édite dans chaque numéro une étude sur les différents camps de concentration et d'extermination nazis et les camps de concentration japonais :
- no 35 : Buchenwald ;
- no 36 : Flossenbürg ;
- no 37 : Mauthausen ;
- no 38 : Neuengamme ;
- no 39 : Ravensbrück ;
- no 40 : Stutthof ;
- no 41 et no 42 : Auschwitz ;
- no 44 : Struthof (Natzweiler) ;
- no 45 : Terezín ;
- no 46 : Gross-Rosen ;
- no 50 : Aurigny ;
- no 51 : Rawa Ruska ;
- no 52 : les camps japonais en Indochine pendant la Seconde Guerre mondiale ;
- etc.